# Valhalla - Nordisk Ministerråds portal for børne- og ungdomskultur
Valhalla er Nordisk Ministerråds portal for børne- og ungdomskultur. Portalen indeholder bidrag fra Danmark, Finland, Færøerne, Grønland, Island, Norge, Sverige og Åland. I portalen findes det meste som sker for børn og unge i Norden inden for emnerne arkitektur og design, billedkunst, dans og teater, det flerkulturelle, film og media, forskning og uddannelse, leg og bevægelse, litteratur og musik.
Portalen henvender sig hovedsageligt til voksne, som arbejder med børne- og ungdomskultur, men også unge og andre, som er interesserede i området, kan have nytte af portalen. Valhallas formål er
• at give information om børne- og ungdomskultur i Norden
• at give information om nationale aktiviteter med nordisk relevans 
• at sprede idéer og erfaringer blandt alle som arbejder med børn, unge og kultur i Norden 
• at skabe muligheder for kontakter og netværksdannelse inden for området
Valhallas redaktion består af en ledende nordisk redaktør og nationale redaktører i de enkelte nordiske lande og selvstyrende områder. De nationale redaktører er ansvarlige for nationale nyheder og arrangementer. Valhalla administreres af Nifin – Nordens Institut i Finland.

## Eksterne links
- Valhalla – Nordisk Ministerråds portal for børne- og ungdomskultur Arkiveret 28. februar 2017 hos  Wayback Machine

- Nifin – Nordens Institut i Finland Arkiveret 10. maj 2011 hos  Wayback Machine

- Nordisk Ministerråd